# کلارنس (حوزه سرشماری)، نیویورک
کلارنس (به انگلیسی: Clarence) یک منطقهٔ مسکونی در ایالات متحده آمریکا است که در شهرستان ایری، نیویورک واقع شده‌است. کلارنس ۷٫۵۴ کیلومتر مربع مساحت و ۲٬۶۴۶ نفر جمعیت دارد و ۲۱۵ متر بالاتر از سطح دریا واقع شده‌است.